# Indie na Zimowych Igrzyskach Olimpijskich 2018
Indie na Zimowych Igrzyskach Olimpijskich 2018 – występ kadry sportowców reprezentujących Indie na igrzyskach olimpijskich w Pjongczangu w 2018 roku.
W kadrze znalazło się dwóch zawodników. Reprezentanci Indii wystąpili w dwóch konkurencjach w dwóch dyscyplinach sportowych – biegach narciarskich i saneczkarstwie.
Funkcję chorążego reprezentacji Indii podczas ceremonii otwarcia igrzysk pełnił Shiva Keshavan, a podczas ceremonii zamknięcia w roli tej wystąpił wolontariusz z komitetu organizacyjnego igrzysk. Reprezentacja Indii weszła na stadion jako 61. w kolejności, pomiędzy ekipami z Izraela i Japonii.
Był to 10. start reprezentacji Indii na zimowych igrzyskach olimpijskich i 35. start olimpijski, wliczając w to letnie występy.

## Skład reprezentacji

### Biegi narciarskie
| Konkurencja                                         | Zawodnik      | Czas    | Strata  | Miejsce |
| --------------------------------------------------- | ------------- | ------- | ------- | ------- |
| Bieg indywidualny mężczyzn na 15 km stylem dowolnym | Jagdish Singh | 43:00,3 | +9:16,4 | 103.    |

### Saneczkarstwo
| Konkurencja      | Zawodnicy      | Ślizg 1 | Ślizg 1 | Ślizg 2 | Ślizg 2 | Ślizg 3 | Ślizg 3 | Ślizg 4 | Ślizg 4 | Czas łączny | Miejsce |
| Konkurencja      | Zawodnicy      | Czas    | Miejsce | Czas    | Miejsce | Czas    | Miejsce | Czas    | Miejsce | Czas łączny | Miejsce |
| ---------------- | -------------- | ------- | ------- | ------- | ------- | ------- | ------- | ------- | ------- | ----------- | ------- |
| Jedynki mężczyzn | Shiva Keshavan | 50,578  | 36.     | 48,710  | 31.     | 48,900  | 30.     | NQ      | NQ      | 2:27,842    | 34.     |